# Північне (електродепо, Москва)
55°46′54″ пн. ш. 37°39′29″ сх. д. / 55.78167° пн. ш. 37.65806° сх. д.
Електродепо «Північне» (ТЧ-1) — найстаріше електродепо Московського метрополітену.

## Лінії, що обслуговує
| Лінія                      | Роки                                   |
| -------------------------- | -------------------------------------- |
| Сокольницька лінія         | з 1935 (до 1990 — єдине депо на лінії) |
| Арбатсько-Покровська лінія | 1938, 1941 — 1942                      |

Виїзд з депо на лінію здійснюється через 3-ю колію станції «Комсомольська».

## Рухомий склад
Статистика на 2016: кількість пасажирських вагонів — 245 (70 головних і 175 проміжних).
| Тип вагонів           | Роки                   |
| --------------------- | ---------------------- |
| A, Ам                 | 1935 — 1951            |
| Б, Бм                 | 1937 — 1938, ?? — 1947 |
| В                     | 1946 — 1961            |
| Д                     | 1956 — 1986            |
| Е                     | 1966 — березень 2002   |
| Ем508, Ем509, Еж, Еж1 | 1970 — вересень 2008   |
| 81-717.5М, 81-714.5М  | з червня 1998          |
| 81-717.5А, 81-714.5А  | з травня 2010          |
| 81-717/714            | березень 2013 — 2015   |
| 81-740.1/741.1 «Русич | з 26 жовтня 2020       |

## Ресурси Інтернету
- Офіційний сайт Московського метрополітену. Архів оригіналу за 14 грудня 2013. Процитовано 7 грудня 2013. (рос.)
- Сайт «Метровагони». Процитовано 7 грудня 2013. (рос.)